# Il monaco di Monza
Il monaco di Monza és un film italià realitzat per Sergio Corbucci, estrenat l'any 1962.

## Sinopsi
Monza, 1630, època del domini espanyol. Pascal Cicciacalda, un sabater procedent de Casoria, vidu de la llevadora Provvidenza, no aconsegueix assegurar la subsistència dels seus dotze fils, sis parelles de bessons. Planeja doncs una astuta estratagema.
S'encaminen tots al castell del marqués Egidio que té presonera la seva bonica germana Fiorenza amb l'esperança que vulgui casar amb ell

## Fitxa tècnica[2]
- Títol : Il monaco di Monza
- Realització : Sergio Corbucci
- Guió : Ettore Maria Margadonna, Bruno Corbucci i Giovanni Grimaldi
- Fotografia : Enzo Barboni
- Música : Armando Trovajoli
- Producció : Giovanni Addessi, Franco Belotti i Walter Zarghetta
- País d'origen : Itàlia
- Format : Negre i blanc - Mono
- Data de sortida : 1962

## Repartiment[3]
- Totò: Pasquale Cicciacalda / Don Manuel
- Nino Taranto : Don Egidio, marqués de Lattanziis
- Erminio Macario : Fra Mamozio
- Lisa Gastoni : Fiorenza, marquesa del Giglio
- Moira Orfei: Sor Virginia, la monaca di Monza
- Mario Castellani : El notable amb dues sabates dretes
- Carlo Delle Piane
- Adriano Celentano